# Fabrizio Lanza
Fabrizio Lanza (Palermo, 28 maggio 1896 – 20 gennaio 1976) è stato un politico italiano, consigliere comunale della città di Palermo, venne eletto nella I legislatura della Repubblica al Senato con il Partito Nazionale Monarchico.